# Eilema croceibasis
Eilema croceibasis là một loài bướm đêm thuộc phân họ Arctiinae, họ Erebidae.